# Tecnología del automóvil

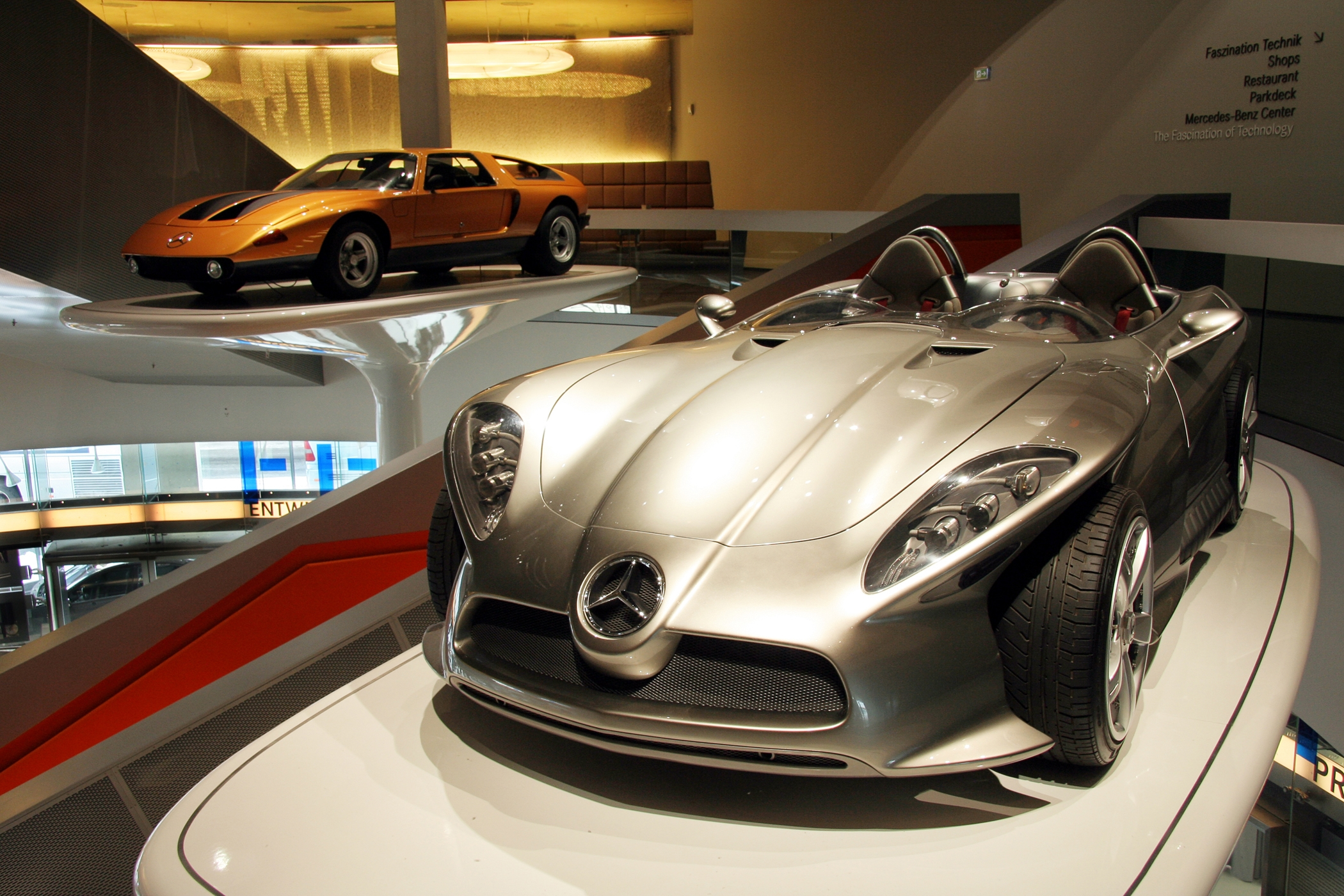
Prototipos de Mercedes-Benz: en primer plano, el Mercedes-Benz F400 'Carving' (2001), un concepto con ruedas de inclinación activa para mejorar la estabilidad en curvas; en segundo plano, el Mercedes-Benz C111 (década de 1970), un vehículo experimental utilizado para probar motores Wankel, diésel de alto rendimiento y materiales avanzados. Ambos modelos reflejan la evolución de la innovación automotriz.

Desde que se inventó el automóvil, este ha acogido multitud de componentes diseñados para él o incorporados posteriormente. Esto convierte al automóvil en un compendio de tecnología rodante.

## Carrocería
Constituye el elemento de protección y alojamiento para los ocupantes y los órganos mecánicos. Tradicionalmente se soportaba en un chasis, siendo hoy día estructural,por motivos de peso y de seguridad, pasando el chasis a formar parte integrante de la misma . 
El chasis sin embargo permanece por motivos de robustez, para los vehículos industriales y de transporte a partir de un cierto tonelaje, así como para los Todo-terreno de mayores exigencias. cada movimiento del auto.

## Suspensión y dirección
La suspensión es el conjunto de mecanismos que conforman la unión al suelo de la carrocería y los órganos mecánicos internos , en una primera época con un objetivo de confort de los ocupantes, aunque hoy día ha pasado a ocupar un lugar mucho más primordial el aspecto de seguridad = estabilidad.
La dirección es el mecanismo básico que permite dirigir al vehículo , ya que al contrario del ferrocarril, las ruedas no van guiadas.

## Sistemas de transmisión y frenado
La transmisión es el conjunto de mecanismos que permiten transmitir el par motor a las ruedas, aumentándolo hasta el valor necesario para el arranque y el desplazamiento a cualquier velocidad, mediante una serie de desmultiplicaciones . 
Asimismo permite arrancar el vehículo desde parado, mantener el motor en marcha estando el vehículo inmóvil, y permitir su movimiento hacia atrás por ejemplo para aparcar.
El sistema de frenos permite al conductor conservar en cualquier instante un control sobre la velocidad del vehículo, durante la conducción normal y en casos de peligro, de modo tal que siempre su fuerza sea superior a la de la potencia de tracción del motor . 

## Motor
El automóvil ha sido propulsado desde sus inicios por diferentes tipos de motor, como por ejemplo el eléctrico, el de vapor y preferentemente el motor de combustión interna alternativo. El elevado peso del sistema de caldera y agua, y la autonomía reducida del sistema eléctrico, junto con la disponibilidad de combustibles baratos, hicieron que el motor de combustión interna alternativo primero el de gasolina (ciclo Otto) y luego el motor diésel eliminasen por completo a los otros dos. 
Desde 1960 se fabrican motores Wankel, de mayor rendimiento. Consisten en un rotor casi triangular que gira sobre un eje excéntrico dentro de una cámara elíptica. Consiguen una potencia mucho mayor, igual de fiable y con un par motor más constante que en un motor de pistones. Está basado en la idea original de motor de Otto, pero que no se pudo desarrollar por no existir unos materiales que aguantaran la potencia y rozamiento que generaban, además de pecar de un exceso de consumo de aceite. Actualmente solo lo equipa el Mazda RX-8.
- Motor de dos tiempos
- Motor de explosión
- Motor de mezcla pobre
- Motor diésel
- Motor Wankel

### Alimentación
El carburador, originalmente el sistema de alimentación dominante, fue sustituido por los diferentes sistemas de inyección de combustible, en particular la inyección electrónica. La inyección permitió mejoras sustanciales, como una combustión más completa y limpia, y el corte de inyección en reducciones y en el límite de revoluciones por minuto. Los sistemas de inyección se pueden diferenciar entre:
- Inyección multipunto y monopunto
- Inyección directa e indirecta
  - Bomba de inyección rotativa
  - Common-rail
- Tipos de inyectores
  - Inyectores electromagnéticos
  - Inyectores piezoeléctricos
  - inyectores eléctricos

### Sobrealimentación
Generalmente,  un  automóvil  tiene  que  usar la  mezcla de aire y combustible que entra a la cámara de combustión a presión ambiente. Los sistemas de sobrealimentación aumentan esta presión, con lo que se puede lograr más energía de combustión en cada ciclo de los pistones, y por lo tanto, más potencia.
- Turbocompresor
  - De geometría fija y variable (VTG)
- Compresor volumétrico
- Compresor G
- Compresor Lysholm
- Compresor Roots
- Comprex

### Válvulas
La distribución de válvulas es el sistema que abre y cierra las válvulas en un motor de cuatro tiempos. Según lleve el accionamiento de las válvulas y su disposición, existen los motores SV, los OHV, los SOHC y los DOHC. Según como se configure además los tiempos de apertura de las válvulas en la Renovación de la carga, se puede favorecer la potencia en distintas franjas de velocidad del motor. Para mejorar la potencia en toda la gama, se utiliza el sistema de distribución variable.

### Combustibles
- Cáñamo
- Etanol
- Gasolina
- Gasóleo
  - Petrodiésel
  - Biodiésel
- Gas natural
  - Gas natural comprimido
  - Gas licuado del petróleo

## Chasis
El resto del vehículo debe estar acorde con el motor y debe dar las condiciones suficientes de seguridad y comodidad.

### Cajas de cambios
Aunque hace mucho que existen los cambios automáticos, en muchos países se siguen utilizando mucho los cambios manuales. También hay sistemas que permiten el cambio automático y pasar a cambio manual. Algunos avances de los sistemas de cambio actuales son:
- Cambios sincronizados. Evita que "rasquen" las marchas.
- Cambios secuenciales. Se cambia subiendo y bajando las marchas de uno en uno mediante un pulsador. Hace muchos años que está en las motocicletas.
- Transmisión variable continua - Permite tener la relación de marchas que se quiera, no hay que elegir entre 5,6 o 7 marchas.
- Doble Embrague

La caja de cambios de doble embrague es un tipo de caja de cambios semiautomática secuencial, cuyo funcionamiento se basa en la utilización de un sistema robotizado de doble embrague y doble conjunto de selectores de marchas; uno para las marchas pares y otro para las impares. Además, consta de un doble piñón de diferencial, lo que le permite reducir sus dimensiones y lograr los escalamientos necesarios en la división de revoluciones del motor. Su funcionamiento se puede seleccionar entre el modo totalmente automático y el modo manual/secuencial, con mandos al volante o en la misma palanca selectora.

### Transmisión
La potencia del motor se transmite a las ruedas motrices, que impulsan al automóvil. la potencia hay que transmitirla al suelo a través de las ruedas de un eje o de ambos. En un principio los automóviles eran de tracción trasera debido a que las ruedas directrices, que eran las delanteras, no podían recibir la potencia del motor al mismo tiempo. Hoy en día hay una gran mayoría de vehículos con tracción delantera. Es más simple, barata y tiene menos pérdidas de energía por rozamiento, aunque la tracción trasera es más adecuada para automóviles deportivos por sus cualidades dinámicas. Los automóviles todoterreno suelen tener tracción a las cuatro ruedas, aunque otros tipos de automóviles también utilizan este sistema. Cuando se escuchan golpeteos en un carro es probable que es porque se ve afectada la transmisión, los sensores de velocidad o caja de solenoides. 
La diferencia de giro de las ruedas en las curvas (las ruedas exteriores giran más rápido que las interiores), presentaba un problema para transmitir el movimiento a las ruedas. Luego se solucionó utilizando el diferencial. El diferencial presentaba problemas de pérdida de tracción. Si una de las ruedas motrices perdía tracción no se podía mover el coche aunque el resto si la tuviesen. Para solventar este problemas se inventaron varios sistemas:
- El diferencial autoblocante
- El diferencial Ferguson o de acoplamiento viscoso.
- El diferencial Torsen.
- diferenciales bloqueables mediante un pulsador o mediante un mecanismo en los cubos de las ruedas.
- Sistemas electrónicos de control de tracción. Muchos basados en el ABS.

### Suspensión
La suspensión tiene el objetivo de mantener las ruedas pegadas al suelo y evitar en lo posible que las irregularidades del suelo las reciban los pasajeros. Al principio los coches no llevaban amortiguadores, y los elementos elásticos utilizados tienden a rebotar, con lo que las ruedas se despegan y pueden llegar a hacer saltar al coche. Evitar esto es la misión de los amortiguadores.
Al principio solamente eran dos discos que rozaban entre ellos para frenar el rebote de muelle. Hoy en día, son hidráulicos o de gas, incluso regulables en dureza como los reológicos, útiles en suspensiones activas.
Normalmente se han usado elementos elásticos metálicos para sostener el peso del vehículo: ballestas, barras de torsión o muelles helicoidales. Pero el aire o el gas, habitualmente nitrógeno, absorbe las oscilaciones del suelo de forma más suave o no rebota, como por ejemplo, los muelles. Esta suspensiones neumáticas se suelen regular fácilmente, la altura, añadiendo más gas y la dureza reduciendo el tamaño de la cámara de gas que sostiene el peso del coche.
Véase también: suspensión hidroneumática de Citroën, barra estabilizadora.

### Frenos
Los frenos deben tener capacidad para detener el coche en el menor espacio posible. Además deben tener una buena resistencia a la fatiga y ser fácilmente dosificables. A la hora de una frenada de emergencia lo más habitual es frenar todo lo posible (sobre todo al final), aunque no siempre es lo adecuado, especialmente si no se tiene ABS, que evita que se bloqueen la ruedas, reduciendo la distancia de frenado y sobre todo perdiendo la capacidad de dirección.
Otro sistemas que sí aumentan la capacidad de frenado son el BAS y el reparto electrónico de frenada.
Fuera de las ayudas electrónicas los sistemas mecánicos de frenada también han avanzado. Antes se usaban tambores y actualmente se tienden a poner discos de freno incluso en las ruedas traseras. Una gran mejora de los discos de freno son los discos de carbono y cerámicos que poseen una resistencia inigualable. Los que se usan en Fórmula 1 se llegan a poner incandescentes y siguen frenando sin problemas. Porsche los incluye en algunos de su deportivos, y superan con creces su prueba específica de resistencia a la fatiga, 25 frenadas seguidas desde el 90% de la velocidad máxima hasta la parada.
Actualmente para trasmitir la orden de frenar se utiliza un circuito hidráulico pero Mercedes-Benz está pensando en sustituirlo por un sistema eléctrico.

### Alumbrado
Para poder desplazarse en condiciones de poca iluminación (de noche, túneles, etc.) los automóviles poseen un sistema de iluminación de la vía. Estos han tenido una importante evolución.
Inicialmente utilizaban bombillas incandescentes, basadas en un filamento aislado en una bombilla de vidrio al vacío. Actualmente se está masificando el uso de luces led que son utilizadas para posición e iluminación interior del habitáculo y que tienen una duración muy superior. 
Posteriormente surgieron los focos halógenos, que son los más ampliamente utilizados actualmente, cuya operación es similar a la bombilla incandescente, pero en vez de estar el filamento en vacío, el filamento está en un ambiente en el que se ha introducido un gas halógeno. Los gases halógenos son flúor, cloro, bromo y yodo. 
Últimamente se han empezado a utilizar focos de xenón, que operan basándose en una descarga eléctrica, del tipo de un arco voltaico, en presencia de un gas noble (los gases nobles son helio, neón, argón, xenón, criptón y radón). Este sistema produce un haz de luz potente, de alta eficiencia, de un color azulado que los caracteriza, manteniendo a la vez un bajo consumo de electricidad.